# Eois neclas
Eois neclas är en fjärilsart som beskrevs av Druce 1892. Eois neclas ingår i släktet Eois och familjen mätare. Inga underarter finns listade i Catalogue of Life.